# Біатлон на зимових Олімпійських іграх 2014 — мас-старт (чоловіки)
Масстарт на 15 кілометрів серед чоловіків у біатлоні на зимових Олімпійських іграх 2014 відбувся 18 лютого. У змаганнях взяли участь 30 спортсменів з 13 країн. Росія — єдина країна, представлена 4 біатлоністами. Місцем проведення гонки став лижно-біатлонний комплекс Лаура. Змагання почалися о 14:30 за місцевим часом (UTC+4). Олімпійським чемпіоном 2010 року у цій дисципліні був росіянин Євген Устюгов.

## Медалісти
| Золото                          | Срібло                  | Бронза                  |
| Еміль Хегле Свендсен · Норвегія | Мартен Фуркад · Франція | Ондрей Моравець · Чехія |

## Результати
| Місце | Номер | Спортсмен            | НОК        | Стрілянина  | час     |
| ----- | ----- | -------------------- | ---------- | ----------- | ------- |
| 1     | 9     | Еміль Хегле Свендсен | Норвегія   | 0 (0+0+0+0) | 42:29.1 |
| 2     | 2     | Мартен Фуркад        | Франція    | 1 (1+0+0+0) | 42:29.1 |
| 3     | 4     | Ондрей Моравець      | Чехія      | 0 (0+0+0+0) | 42:42.9 |
| 4     | 25    | Яков Фак             | Словенія   | 2 (0+1+1+0) | 42:57.2 |
| 5     | 8     | Євген Гаранич        | Росія      | 3 (0+1+1+1) | 43:25.3 |
| 6     | 18    | Фредрик Ліндстрем    | Швеція     | 2 (0+1+0+1) | 43:30.5 |
| 7     | 3     | Домінік Ландертінгер | Австрія    | 2 (1+0+0+1) | 43:32.8 |
| 8     | 12    | Йоганнес Бо          | Норвегія   | 1 (1+0+0+0) | 43:34.2 |
| 9     | 28    | Брендан Грін         | Канада     | 2 (1+1+0+0) | 43:38.3 |
| 10    | 22    | Жан-Філіпп Леґеллек  | Канада     | 1 (0+0+0+1) | 43:41.6 |
| 11    | 13    | Антон Шипулін        | Росія      | 3 (0+1+1+1) | 43:48.2 |
| 12    | 23    | Б'єрн Феррі          | Швеція     | 3 (1+1+1+0) | 43:48.3 |
| 13    | 10    | Сімон Шемпп          | Німеччина  | 3 (2+1+0+0) | 43:48.3 |
| 14    | 21    | Андрейс Расторгуєвс  | Латвія     | 3 (0+1+1+1) | 43:53.1 |
| 15    | 27    | Матей Казар          | Словаччина | 2 (0+1+1+0) | 44:25.6 |
| 16    | 11    | Сімон Едер           | Австрія    | 4 (1+1+1+1) | 44:30.7 |
| 17    | 7     | Жан-Гійом Беатрікс   | Франція    | 3 (0+0+2+1) | 44:34.2 |
| 18    | 16    | Арнд Пайффер         | Німеччина  | 4 (0+1+2+1) | 44:35.0 |
| 19    | 14    | Євген Устюгов        | Росія      | 3 (0+0+1+2) | 44:37.3 |
| 20    | 15    | Дмитро Малишко       | Росія      | 4 (1+0+3+0) | 44:42.9 |
| 21    | 30    | Тім Берк             | США        | 4 (2+0+2+0) | 44:55.9 |
| 22    | 1     | Уле-Ейнар Б'єрндален | Норвегія   | 6 (2+0+0+4) | 45:08.3 |
| 23    | 29    | Ловелл Бейлі         | США        | 5 (2+1+1+1) | 45:19.2 |
| 24    | 6     | Ярослав Соукуп       | Чехія      | 4 (0+1+0+3) | 45:22.2 |
| 25    | 26    | Домінік Віндіш       | Італія     | 5 (1+1+3+0) | 45:28.4 |
| 26    | 5     | Ерік Лессер          | Німеччина  | 4 (0+0+2+2) | 45:34.2 |
| 27    | 20    | Крістоф Зуманн       | Австрія    | 4 (1+2+1+0) | 45:39.0 |
| -     | 17    | Лукас Гофер          | Італія     | 4 (2+2+0)   | DNF     |
| -     | 19    | Натан Сміт           | Канада     | 5 (2+3)     | DNF     |
| -     | 24    | Сімон Фуркад         | Франція    | 2 (2)       | DNF     |